# ジョン・バイロン

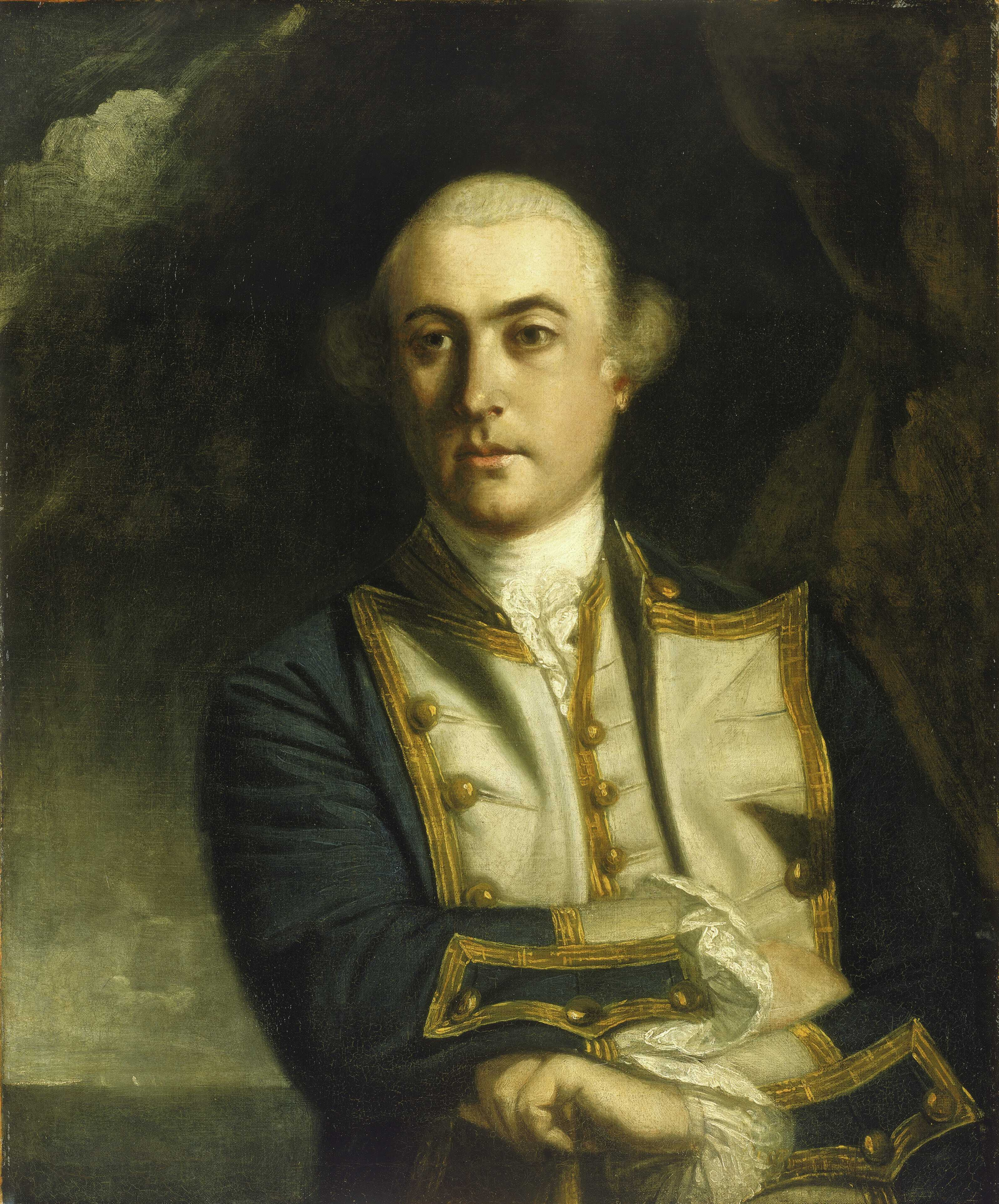
ジョン・バイロンの肖像画（ジョシュア・レイノルズ作、1759年）

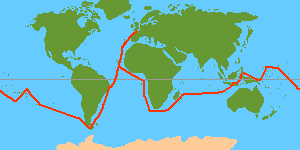
バイロンの探検航路(1764-1766)

ジョン・バイロン（John Byron、1723年11月8日 - 1786年4月10日）は、イギリス海軍の士官である。1764年から1766年にかけてドルフィン号などを率いて、世界一周航海をおこなった。たびたび荒天に見舞われたことから「ファウルウェザー・ジャック」（Foul-weather Jack）の異名を持つ。

## 生涯
第4代バイロン男爵ウィリアム・バイロンの次男に生まれた。1731年にイギリス海軍に入り、1740年士官候補生としてジョージ・アンソンの率いる世界一周航海を行った艦隊のウェイジャー号に乗艦した。ウェイジャー号は1741年5月、パタゴニア沖で難破し、バイロンは苦闘の末に帰還した。この時の経験は後に『ジョン・バイロン閣下の物語』（Narrative of the Honourable John Byron）として出版され、好評を受け版を重ねた。海洋冒険小説家のパトリック・オブライアンの小説『知られざる岸辺』（The Unknown Shore）もバイロンの記録によっている。
1748年にフリゲート艦サイレン号の艦長になり、七年戦争では1760年に、その2年前イギリス軍が占領したカナダにあるルイブール要塞を破壊するイギリス軍工兵隊を指揮するなどの任務を果たした。
1764年から、ドルフィン号の艦長として、アフリカ南端と南アメリカ先端のマゼラン海峡の間の陸地または島を発見することと、北アメリカ西岸を調査することを命じられ、南大西洋でフォークランド諸島を発見・領有宣言した後、北へ向かわず西に向かい、太平洋に入った。太平洋ではトゥアモトゥ諸島のキング・ジョージ島やトケラウ諸島、ギルバート諸島などの太平洋の島々で重要な発見をして、1766年に帰還した。初めて2年以内で達成した世界一周航海となった。南太平洋海域の魅力と重要性を力説し、その後のウォリス、カートレットの探検航海の実現に貢献した。
1769年から、ニューファンドランドの総督を務め、1775年3月31日に海軍少将となり、1778年1月29日に中将となった。アメリカ独立戦争中の1778年と1779年に西インド諸島のイギリス艦隊の司令官を務めた。1779年7月のグレナダの海戦でフランス艦隊と戦った。
息子のジョン・“マッド・ジャック”・バイロン (John "Mad Jack" Byron) は陸軍将校であったが、35歳で没した。その息子は、詩人として高名な第6代バイロン男爵ジョージ・ゴードン・バイロン（「バイロン卿（Lord Byron）」と通称される）である。

## 日本語訳
- 「バイロン航海日誌」-『南太平洋発見航海記』原田範行訳、岩波書店「シリーズ世界周航記1」、2007年

他はカートレット、ジョージ・ロバートソンの航海日誌。訳者解説を参考